# Alfred DesRochers
Alfred DesRochers (n. 1901 - d. 1978) a fost un poet canadian de limbă franceză.
Prin sonetele sale parnasiene a evocat natura vijelioasă a meleagurilor natale.
Fiica sa este scriitoarea Clémence DesRochers (născută în 1933).
În cinstea sa, s-a instituit Premiul Alfred DesRochers, care se acordă anual la Salonul de carte de la Estrie.

## Opera
- 1928: Ofrandă fecioarelor nebune ("L'Offrande aux vierges folles");
- 1929: La umbra Orfordului ("À l'ombre de l'Orford"), una dintre cele mai valoroase scrieri ale sale;
- 1931: Paragrafe ("Paragraphes"), eseuri critice;
- 1963: Întoarcerea lui Titus ("Le Retour de Titus").